# 호드에슈샤르기주

호드에슈샤르기주

호드에슈샤르기주(아랍어: ولاية الحوض الشرقي, 프랑스어: Hodh Ech Chargui)는 모리타니 동부에 위치한 주로, 주도는 네마이며 면적은 182,700km2, 인구는 275,288명(2000년 기준)이다. 서쪽으로는 아드라르주, 타간트주, 호드엘가르비주와 인접해 있고 동쪽과 남쪽으로는 말리와 국경을 맞대고 있으며 6개 현(아무르즈현, 바시쿠누현, 지게니현, 네마현, 왈라타현, 팀베드라현)을 관할한다.